# Kepler-444
Координати:  19г 19м 01.0с, +41° 38′ 05″
Kepler-444 (або KOI-3158, KIC 6278762, 2MASS J19190052+4138043, BD+41 3306) — зоря, помаранчевий карлик віком 11,2 млрд років. Зоря Kepler 444 лежить на відстані 117 світлових років від Землі, а її розміри приблизно на 25 відсотків менші, ніж розміри Сонця. Планети, що обертаються навколо Kepler 444, мають вік, близький до віку материнської зорі. Тобто вони вдвічі старші, ніж наша планета.
Оранжеві карлики вважають хорошими кандидатами для підтримки життя, адже вони можуть перебувати в стабільному стані протягом 30 мільярдів років, тоді як Сонце за 10 млрд р. «споживає» весь свій водень.
Розміри планет системи Kepler 444 лежать в межах від 0,4 до 0,74 радіуса Землі. Дані, зібрані раніше за допомогою телескопа «Кеплер», вказують на те, що планети з радіусом, меншим 1,7 радіуса Землі, зазвичай мають тверду поверхню, а ті, в яких радіус більший цього значення, є газоподібними. Тобто планети зорі Kepler 444 майже напевне є твердими.